# Iulie 2021
Acest articol este generat integral pe baza informațiilor din articolul 2021 și este actualizat periodic de un robot.
 Editările făcute în articol vor fi șterse la următoarea actualizare! Dacă doriți să faceți modificări, editați articolul-sursă.

ianuarie -
februarie -
martie -
aprilie -
mai -
iunie -
iulie -
august -
septembrie -
octombrie -
noiembrie -
decembrie
Iulie 2021 a fost a șaptea lună a anului și a început într-o zi de joi.

## Evenimente

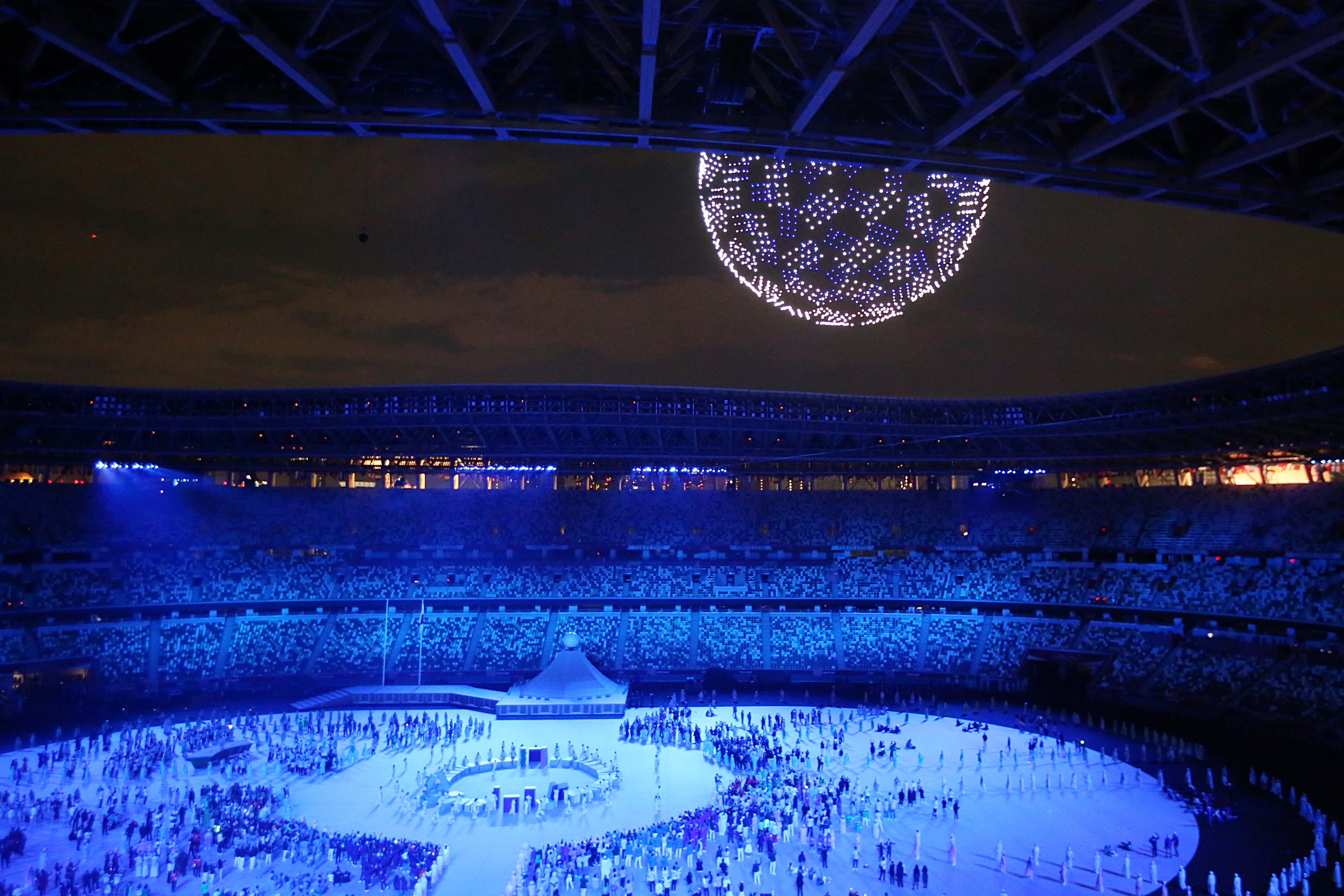
23 iulie: Ceremonia de deschidere a Jocurilor Olimpice de vară de la Tokyo, Japonia.

- 1 iulie: Slovenia a preluat de la Portugalia președinția semestrială a Consiliului Uniunii Europene.
- 3 iulie: Aproximativ 20 de persoane sunt date dispărute în centrul Japoniei, după ce o alunecare de teren provocată de ploile abundente a distrus mai multe case din orașul Atami.
- 6 iulie: Un avion rusesc AN-26, cu 28 de oameni la bord, s-a prăbușit în largul Peninsulei Kamceatka din estul Rusiei.
- 6-17 iulie: Al 74-lea Festival Anual de Film de la Cannes. Lungmetrajul „Titane”, regizat de Julia Ducournau, a fost recompensat cu trofeul Palme d'Or.
- 7 iulie: Președintele din Haiti, Jovenel Moïse, a fost asasinat în reședința sa privată de un „grup de persoane neidentificate”.
- 8 iulie: Pandemia de COVID-19: Numărul deceselor cauzate de COVID-19 în întreaga lume depășește 4 milioane.[1]
- 11 iulie: Alegeri parlamentare în Republica Moldova. Partidul Acțiune și Solidaritate (PAS), fondat de președinta Maia Sandu, a înregistrat un scor de 52,8%, iar Blocul electoral al Comuniștilor și Socialiștilor (BECS), condus de Vladimir Voronin și Igor Dodon, 27,17% exprimate prin voturile electoratului. Pragul de 5% al intrării în parlament a fost atins și de partidul prorus, ȘOR, condus de Ilan Șor, care a obținut 5,74% din voturi.
- 14 iulie: Oamenii de știință anunță descoperirea izotopilor pe TYC 8998-760-1 b, o exoplanetă situată la 300 de ani-lumină distanță de constelația Musca. Descoperirea a fost făcută prin intermediul telescopului foarte mare ESO din Chile.
- 15 iulie: Inundații severe se produc în vestul Germaniei, provocând moartea a 59 de persoane. Încă alte unsprezece persoane sunt ucise în urma inundațiilor din Belgia.
- 16 iulie: Numărul de morți din cauza inundațiilor severe din vestul Germaniei crește la 106. 63 de persoane au murit în Renania-Palatinat și 43 au murit în Renania de Nord-Westfalia.
- 19 iulie: Blue Origin efectuează cu succes primul său zbor de testare umană, cu o rachetă reutilizabilă New Shepard care transportă patru membri ai echipajului în spațiu: fondatorul companiei Jeff Bezos, fratele lui Bezos, Mark, Oliver Daemen în vârstă de 18 ani (care devine cea mai tânără persoană care ajunge în spațiu) și o femeie aviator în vârstă de 82 de ani (care devine cea mai în vârstă persoană care ajunge în spațiu).[2][3]
- 22 iulie: A fost inaugurată Casa Muzeelor, în Iași, care adăpostește cinci muzee: Muzeul Literaturii Române, Muzeul Poeziei, Muzeul Teatrului Evreiesc în România, Muzeul Copilăriei în Comunism și Muzeul Pogromului de la Iași, în fosta clădire a Chesturii Poliției antebelice.
- 23 iulie - 8 august: A XXXII-a ediție a Jocurilor Olimpice de vară s-au desfășurat la Tōkyō, Japonia. Inițial au fost programate pentru 24 iulie-9 august 2020, dar au fost amânate din cauza pandemiei COVID-19. România a participat cu 106 sportivi în cadrul a 17 probe olimpice (atletism, baschet 3x3, box, canotaj, ciclism, fotbal, gimnastică artistică, înot, judo, caiac-canoe, lupte, scrimă, tenis de câmp, tenis de masă, tir cu arcul, tir sportiv și triatlon). Delegația României a câștigat la Tōkyō patru medalii: una de aur și trei de argint.
- 31 iulie: Au avut loc alegeri prezidențiale în Palestina.

## Decese
- 2 iulie: Ion Ciocanu, 81 ani, critic literar, filolog, pedagog și scriitor român din Republica Moldova (n. 1940)
- 4 iulie: Luminița Gheorghiu, 71 ani, actriță română (n. 1949)
- 4 iulie: Luminița Gheorghiu, actriță română (n. 1949)
- 5 iulie: Raffaella Carrà (n. Raffaella Roberta Pelloni), 78 ani, cântăreață, dansatoare, prezentatoare de televiziune și actriță italiană (n. 1943)
- 5 iulie: Richard Donner, 91 ani, regizor și producător american de film (n. 1930)
- 7 iulie: Robert Downey, Sr., 85 ani, actor, scriitor, regizor și producător american de film, tatăl actorului Robert Downey, Jr. (n. 1936)
- 7 iulie: Jovenel Moïse, 53 ani, politician din Haiti (n. 1968)
- 7 iulie: Carlos Reutemann, 79 ani, pilot argentinian de Formula 1 și politician (n. 1942)
- 9 iulie: Ribeiro da Ciclo Ribeiro, 67 ani, politician, antreprenor și ciclist brazilian (n. 1954)
- 9 iulie: Jehan Sadat, 87 ani, activistă egipteană pentru drepturile omului, primă doamnă a Egiptului (1970–1981), soția președintelui Anwar Sadat (n. 1933)
- 11 iulie: George Ciamba, 55 ani, diplomat român (n. 1966)
- 15 iulie: Piotr Mamonov, 70 ani, muzician și actor rus (n. 1951)
- 22 iulie: Mihai Racovițan, 78 ani, istoric, publicist, muzeograf și profesor român (n. 1943)
- 23 iulie: Toshihide Maskawa, 81 ani, fizician japonez, laureat al Premiului Nobel (2008), (n. 1940)
- 23 iulie: Maurice Taieb, 86 ani, geolog și paleoantropolog francez de origine tunisiană (n. 1935)
- 23 iulie: Steven Weinberg, 88 ani, fizician american, laureat al Premiului Nobel (1979), (n. 1933)
- 25 iulie: Horst Schuller Anger, 80 ani, filolog și jurnalist german (sas) din România (n. 1940)
- 26 iulie: Lidia Bejenaru, 68 ani, interpretă de muzică populară din Republica Moldova (n. 1953)
- 26 iulie: Nathan Jonas Jordison, 46 ani, muzician, compozitor și producător muzical american (Slipknot), (n. 1975)
- 27 iulie: Dusty Hill (n. Joseph Michael Hill), 72 ani, muzician american (ZZ Top), (n. 1949)
- 27 iulie: Jean-François Stévenin, 77 ani, actor, regizor și scenarist francez (n. 1944)
- 29 iulie: Gheorghe Sin, 79 ani, agronom român (n. 1942)
- 30 iulie: Nicolae Bilețchi, 84 ani, critic și istoric literar din R. Moldova, doctor habilitat în filologie, profesor universitar (n. 1937)